# Phorcus lineatus
Phorcus lineatus is een slakkensoort uit de familie van de Trochidae. De wetenschappelijke naam van de soort is voor het eerst geldig gepubliceerd in 1778 door da Costa.